# Jagdstaffel 50
A Jagdstaffel 50, conhecida também por Jasta 50, foi um esquadra de aeronaves da Luftstreitkräfte, o braço aéreo das forças armadas alemãs durante a Primeira Guerra Mundial. A esquadra abateu 45 aeronaves inimigas, incluindo 14 balões.

## Aeronaves
- Albatros D.III
- Albatros D.V
- Fokker D.VII